# Teinostoma sapiellum
Teinostoma sapiellum är en snäckart som beskrevs av Dall. 1919. Teinostoma sapiellum ingår i släktet Teinostoma och familjen Vitrinellidae. Inga underarter finns listade i Catalogue of Life.